# Barranc de Figuerosa
El Barranc de la Figuerosa és un petit barranc, també anomenat Reguer d'Altet, que conserva encara un extens canyissar en una zona totalment transformada pels usos agraris. Aquesta zona humida, situada al terme municipal de Tàrrega, vora el nucli d'Altet, té una superfície de 2,83 Ha.

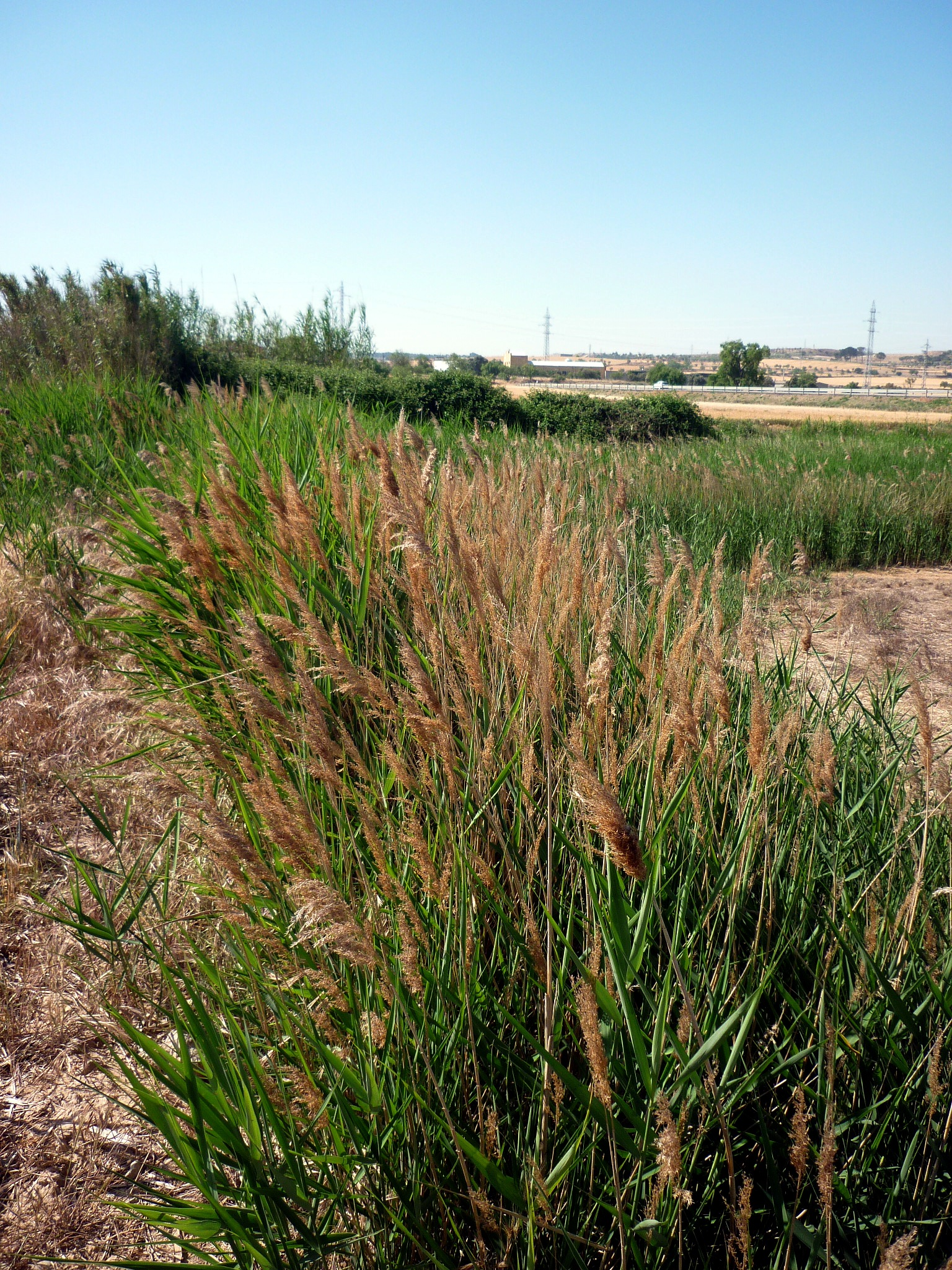
Canyissar

Pel que fa a la vegetació, destaca la presència d'un extens canyissar. Al sector sud-oest hi apareixen alguns oms.
Quant a la fauna, a la zona hi nidifica l'arpella (Circus aeruginosus) i té interès també per a altres ocells d'aiguamoll i com a punt de reproducció d'amfibis.
A la zona es realitzen cremes periòdiques de vegetació. La carretera C-14 es troba al límit est de l'espai i talla el curs del torrent, amb els impactes associats (atropellaments de fauna, soroll, etc.). En aquesta zona hi ha també alguna línia elèctrica. L'espai està amenaçat per l'expansió dels conreus.
Aquesta zona humida està situada dins l'espai de la Xarxa Natura 2000 ES5130036 "Plans de Sió".